# Kupa
Pour les articles homonymes, voir Kupa (homonymie).
La Kupa (croate) ou Kolpa (slovène) est une rivière de Croatie et de Slovénie qui marque notamment une partie de la frontière entre les deux pays.

## Hydronymie
Son nom moderne dérive de son nom antique : latin Colapis, grec Κόλαπις.

## Géographie
Elle prend sa source dans le massif du Gorski Kotar, au nord-est de Rijeka, dans le parc national de Risnjak. Elle coule vers l'est, reçoit sur sa rive gauche la Čabranka, avant d'atteindre la frontière slovène.
À Primostek, elle reçoit la Lahinja, traverse Vrbovsko puis cesse de matérialiser la frontière à Metlika. Elle atteint ensuite la ville de Karlovac, « grad na četiri rijeke » (ville aux quatre rivières), où elle reçoit la Dobra, la Korana et la Mrežnica.
Toujours vers l'est, elle reçoit la Glina, l'Odra, traverse la ville de Sisak où se trouve son confluent avec la Save.

## Notes et références

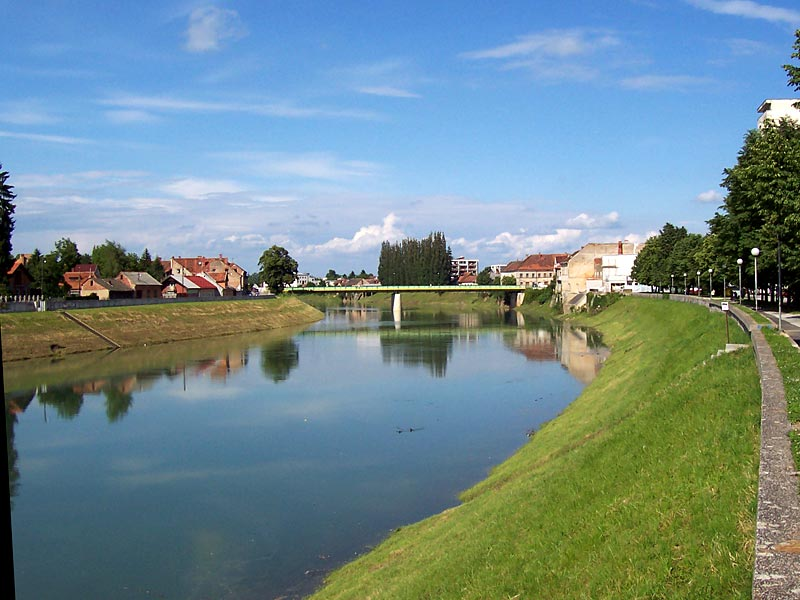
La Kupa à Karlovac.
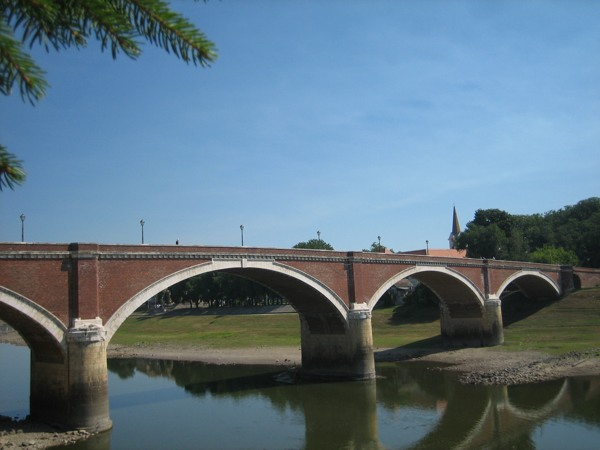
Le pont de Sisak.
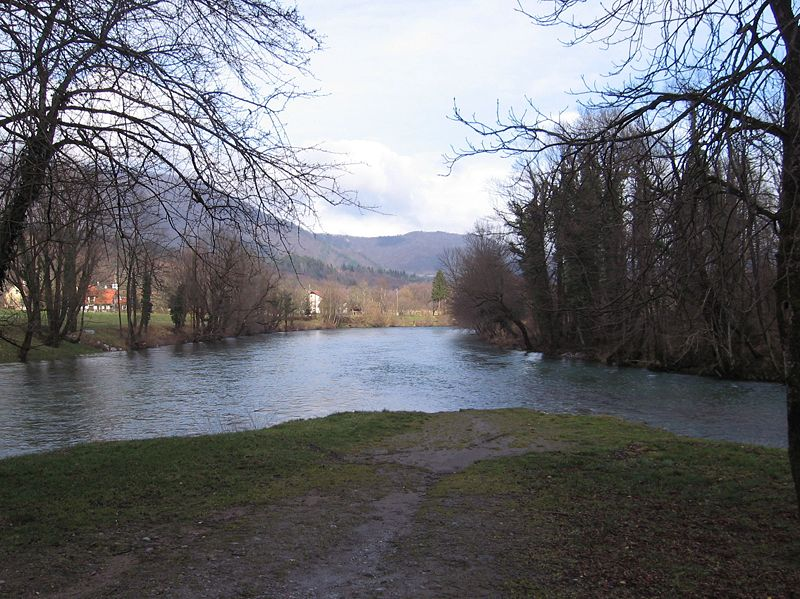
Le confluent de la Kupa et de la Kupčica.
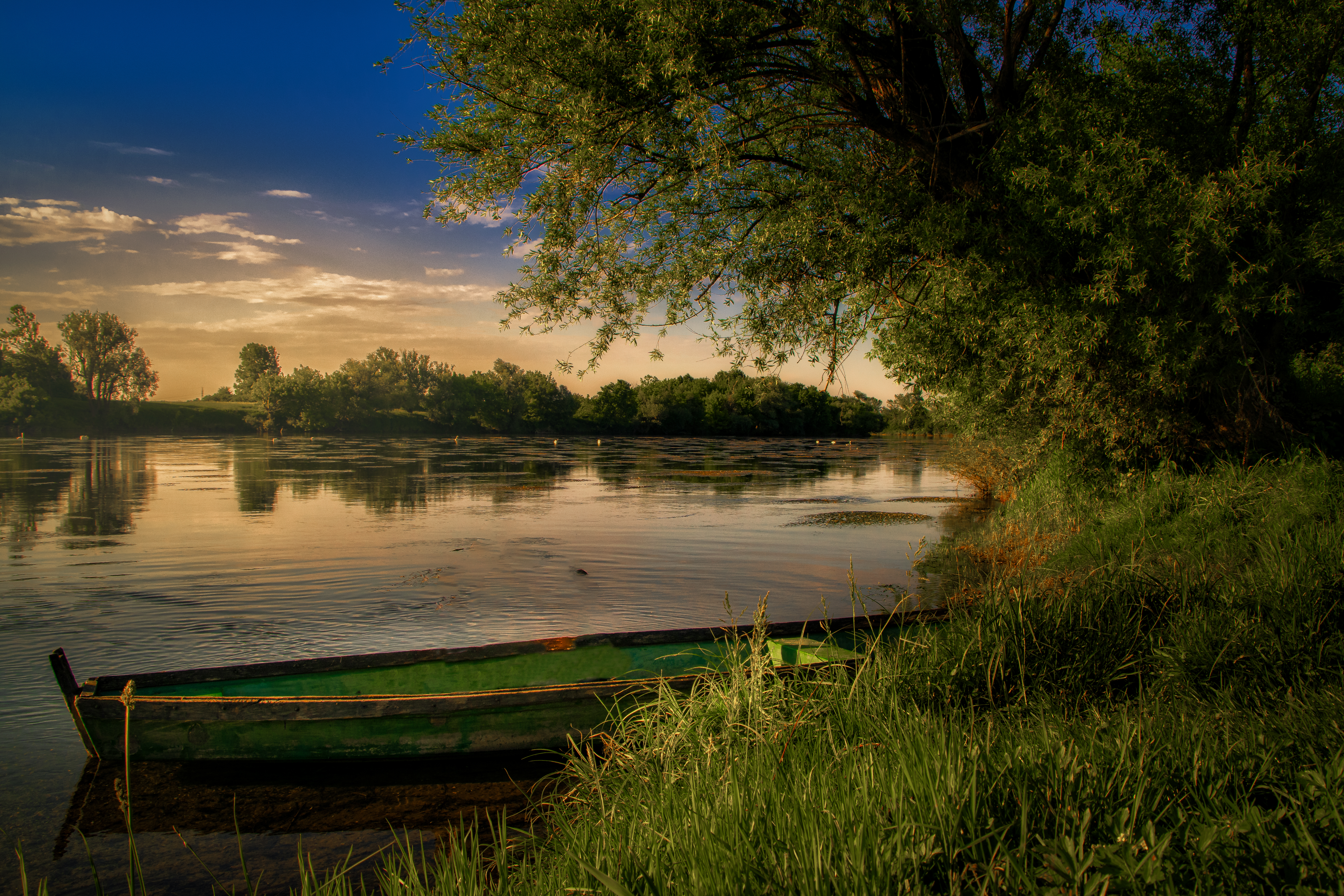
Soleil couchant sur la rivière Kupa. Juin 2021.